# Ибах (Шварцвалд)
Ибах (њем. Ibach) општина је у њемачкој савезној држави Баден-Виртемберг. Једно је од 32 општинска средишта округа Валдсхут. Према процјени из 2010. у општини је живјело 394 становника. Посједује регионалну шифру (AGS) 8337059.

## Географски и демографски подаци
Ибах се налази у савезној држави Баден-Виртемберг у округу Валдсхут. Општина се налази на надморској висини од 964 метра. Површина општине износи 21,4 km². У самом мјесту је, према процјени из 2010. године, живјело 394 становника. Просјечна густина становништва износи 18 становника/km².

## Међународна сарадња
| Мјесто     | Држава     | Врста сарадње | Од    |
| ---------- | ---------- | ------------- | ----- |
|            | Швајцарска | партнерство   | 1961. |
|            | Швајцарска | партнерство   | 1946. |
| Санкт Паул | Аустрија   | пријатељство  | 1985. |
| Извор      |            |               |       |